# Stojak laboratoryjny
Stojak (statyw) – element sprzętu laboratoryjnego – rodzaj metalowego statywu służącego do montowania szklanej aparatury.

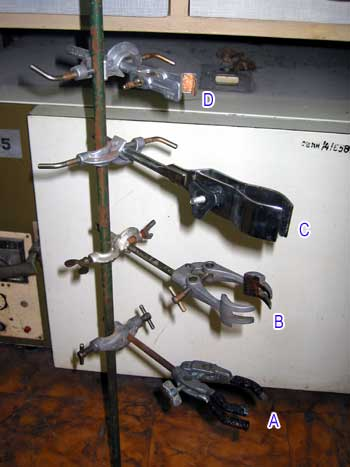
Stojak z przymocowanymi doń łapami

Klasyczny stojak składa się z dość ciężkiej, zwykle żeliwnej podstawy o kształcie prostokąta i pionowo do niej przymocowanego stalowego pręta. Zazwyczaj pręt nie jest przymocowany w środku geometrycznym podstawy, lecz w mniej więcej 2/3 jego długości. Dzięki temu podstawa pełni funkcję stabilnej przeciwwagi dla umocowywanej na stojaku aparatury.
Aparaturę umieszcza się na stojaku przy użyciu specjalnych łap. Stojaki stosuje się najczęściej do montowania niewielkich i stosunkowo lekkich sprzętów, takich jak pojedyncze kolbki, czy biurety. Zmontowanie bardziej złożonej aparatury wymaga zwykle stosowania kilku stojaków, co nie jest zbyt praktyczne i dlatego bardziej złożone zestawy montuje się raczej na kratownicach.